# Alain Bernard
Alain Bernard (Aubagne, 1983. május 1. –) olimpiai bajnok francia úszó.

## Élete
Bernard szinte a semmiből tört fel, amikor 3 érmet is szerzett a 2008. évi nyári olimpiai játékokon úszásban. Legnagyobb sikerei közé tartozik az úszó-Európa-bajnokságon 100 m-es gyorsúszásban elért 47,50 másodperces világrekord, amellyel az addigi (47,60 másodperces) rekordot döntötte meg. Mivel nevét addig alig ismerték, váratlan világrekordja doppinggyanút keltett, de komolyabb kivizsgálásra nem került sor.
- Erőssége: gyorsúszás
- Klubja:  CN Antibes
- Magasság: 1,96 m (6 láb 5 in)

## Eredményei
- Olimpiai játékok:
  - Bronzérmes (50 m gyors) 2008. évi nyári olimpiai játékok
  - Aranyérmes (100 m gyors) 2008. évi nyári olimpiai játékok
  - Ezüstérmes (4 × 100 m gyorsváltó) 2008. évi nyári olimpiai játékok
- Világbajnokság:
  - Ezüstérmes (4 × 100 m gyorsváltó) 2011, Sanghaj (3:11,14)
  - Ezüstérmes (100 m gyors) 2009, Róma (47,12)
  - Bronzérmes (4 × 100 m gyorsváltó) 2009 Róma (3:09,89)
  - Bronzérmes (4 × 100 m gyorsváltó) 2007, Melbourne (3:14,68)
- Európa-bajnokság:
  - Aranyérmes (100 m gyors) 2010, Budapest
  - Ezüstérmes (4 × 100 m gyorsváltó) 2010, Budapest (3:13,29)
- Rövid pályás Európa-bajnokság:
  - Bronzérmes (50 m gyors) 2007, Debrecen (21,57)
  - Aranyérmes (100 m gyors) 2007, Debrecen (46.39 – Európa-rekord)
  - Ezüstérmes (4 × 50 m gyorsváltó) 2007, Debrecen (1:24,98)
  - Bronzérmes (100 m gyors) 2006, Budapest (47,24)
  - Ezüstérmes (4 × 50 m gyorsváltó) 2006, Budapest (1:25,16)